# Marcipa rotundiplaga
Marcipa rotundiplaga là một loài bướm đêm trong họ Erebidae.